# 瘤背波魚
瘤背波魚（学名：Rasbora tuberculata）為輻鰭魚綱鯉形目鯉科的一個種，分布於亞洲馬來西亞及印尼，體長可達2.7公分，棲息在水質清澈、湍急且具岩石的溪流。